# Game On (Ausstellung)
Game On ist eine Wanderausstellung der Barbican Art Gallery, die sich mit der Geschichte der Computerspielentwicklung von ihrer Frühzeit im Jahr 1962 bis zur Gegenwart beschäftigt. Sie gilt als die größte Ausstellung ihrer Art und wurde seit ihrer Ersteröffnung 2002 in der Barbican Art Gallery zudem weiter ausgebaut. Seit 2010 gibt es eine weitere, umfangreichere Form der Ausstellung mit dem Titel Game On 2.0. Nach eigenen Angaben haben bis 2008 mehr als eine Million Besucher weltweit die Ausstellung besucht.

## Konzept
Die Ausstellung wurde von der britischen Barbican Art Gallery in Kooperation mit den National Museum of Scotland konzipiert, das durch Co-Kurator Lucien King die anfänglichen Forschungen für die Ausstellung finanzierte. Ziel des ursprünglichen Kurators der Ausstellung, Conrad Bodman, war es “[…] [to] look at the history, culture and the future of video games and try to unlock that for the general public"” (deutsch: „[…] auf die Geschichte, Kultur und die Zukunft der Computerspiele zu schauen und sie für die allgemeine Öffentlichkeit zu entschlüsseln“). Die Macher hoffen den kulturellen Einfluss von Computerspielen und Spielkonsolen aufzuzeigen. Zum Konzept der Ausstellung gehört daher auch, dass Besucher die Spiele bis zu den Anfängen in den 1960ern auf dem PDP-1 vor Ort anspielen können. Aber auch gesellschaftliche Fragen wie „Sind Spiele für das Übergewicht unserer Kinder verantwortlich?“ und „Machen Spiele Kinder gewalttätig?“ werden angesprochen.
Wenn möglich, erfolgt das Anspielen auf originaler Hard- und Software. Zur Problematik der Ausstellung zählte unter anderem, dass nur wenige der ausgestellten Objekte Teil von öffentlichen Sammlungen sind. Die meisten Stücke stammen von Privatsammlern. Ein weiteres Problem ist die Wartung der alten Geräte, da das Wissen um die Reparatur und die notwendigen Ersatzteile kaum noch vorhanden sind. Für die Wartung engagierte das Barbican Centre eigens einen Techniker aus einem Londoner Retrospiele-Laden, Barry Hitchings, der die Ausstellung seither begleitet. In Fällen, wo das Spielen auf Originalhardware nicht mehr möglich ist, kommt Emulatorsoftware wie bspw. MAME zur Anwendung.
Bodman bezeichnete die Entwicklung der Ausstellung als besonders interessant, weil viele der ausgestellten Maschinen nicht in öffentlichen Sammlungen zu finden seien, sondern lediglich von einer kleinen Zahl von Sammlern auf der gesamten Welt aufbewahrt würden. Dass überhaupt noch Einblicke in die Frühzeit der Computerspiele möglich seien, sei zu einem Großteil Fans und Softwarepiraten zu verdanken.
Am 3. Juli 2010 wurde in Launceston eine überarbeitete Version der Ausstellung mit dem Titel Game On 2.0 veröffentlicht, die über die Inhalte der ursprünglichen Game On hinausgeht. Sie beinhaltet mehr Ausstellungsstücke und Spiele, darunter Uncharted 2: Among Thieves, Jak and Daxter und Tomb Raider. Der Abschnitt über die Zukunft der Spieleentwicklung wurde um die Aspekte Virtuelle Realität, 3D-Technik und Steuerung mit Gedankenbefehlen ergänzt. Allerdings wurde bereits im Februar 2006, mit der wiederholten Ausstellung in Chicago, die Ausstellung unter dieser Bezeichnung angekündigt, nachdem die Sammlung zuvor um 20 neue Titel wie Centipede, Madden NFL 06, Pro Evolution Soccer 5 und Star Wars: Battlefront II aufgestockt worden war.

## Aufbau
Zu Beginn deckte die Ausstellung die Spielegeschichte von den Großrechnern der 1960er (z. B. PDP-1) bis zum GameCube ab, später erweitert bis Xbox 360 und PlayStation 3. Neben den Spielen werden bspw. auch Konzeptzeichnungen ausgestellt (u. a. von Shigeru Miyamoto oder zu Grand Theft Auto III) und Verbindungen zu anderen Kulturformen wie Anime, Manga und Filmen aufgezeigt. Die Zahl der ausgestellten Spiele stieg von rund 120 auf 150 an. Die Ausstellung gliederte sich in anfangs elf, später in 13 thematische Abschnitte:
1. Frühe Computer- und Arcade-Spiele
2. Spielkonsolen
3. Spieltypen (Familien)
4. Sound
5. Beziehung zwischen Spielen und modernem Kino (+)
6. Spielkultur in den USA und Europa
7. Spielkultur in Japan
8. Spiele für Kinder
9. Mehrspieler-Titel
10. Der kreative Entstehungsprozess
11. Charakterdesign
12. Marketing und Vertrieb
13. Historisches Zusammenspiel von modernster Spielehard- und -software

## Ausstellungsorte

### Game On
Im Laufe der Jahre wurde die Ausstellung weltweit in mehreren Technologie- und Kunstmuseen ausgestellt:
- Barbican Art Gallery (London, England), 16. Mai – 15. September 2002.[14]
- Royal Museum des National Museum of Scotland (Edinburgh, Schottland), 17. Oktober 2002 – 2. Februar 2003.
- Tilburg Art Foundation (Tilburg, Niederlande), 28. Mai – 24. August 2003.
- Helsinki City Art Museum (Helsinki, Finnland), 18. September – 14. Dezember 2003.
- Veranstaltung im Rahmen der Initiative Kulturhauptstadt Europas (Lille, Frankreich), 19. Mai – 8. August 2004.
- Eretz Israel Museum (Tel Aviv, Israel), 26. September 2004 – 1. Januar 2005.
- Museum of Science and Industry (Chicago, USA), 4. März – 5. September 2005 und erneut Februar – April 2006.[1]
- The Tech Museum of Innovation (San José (Kalifornien), USA), 30. September 2005 – 2. Januar 2006.
- Pacific Science Center (Seattle, USA), 26. Mai – 31. August 2006.
- Science Museum (London, England), 20. Oktober 2006 – 25. Februar 2007.[15]
- Cyberport (Hongkong, China), 21. Juli – 7. Oktober 2007.
- Australian Centre for the Moving Image (ACMI) (Melbourne, Australien), 6. März – 13. Juli 2008.[16]
- State Library of Queensland (Brisbane, Australien), 17. November 2008 – 15. Februar 2009.[17]
- National Science and Technology Museum (Kaohsiung, Taiwan), 18. Juli – 31. Oktober 2009.
- The Cellars of Cureghem (Brüssel, Belgien), 22. Dezember 2009 – 18. April 2010.
- Ambassador Theatre (Dublin, Irland), 20. September 2010 – 30. Januar 2011.
- Galerias Monterrey (Monterrey, Mexiko), 30. April – 30. Juni 2011.
- Museu da Imagen e do Som (MIS) (São Paulo, Brasilien), 10. November 2011 – 8. Januar 2012.
- Centros Culturais Banco do Brasil (CCBB) (Brasília, Brasilien), 26. Januar – 26. Februar 2012
- Museum of Popular Art (Lissabon, Portugal), 16. März – 30. Juni 2012.
- Costanera Center (Santiago de Chile, Chile), 27. März – 15. Mai 2013.[10]
- Centro Cultural de España, (Buenos Aires, Argentinien), 12. Juli – 3. November 2013.

### Game On 2.0
Game On 2.0 war bislang an folgenden Orten ausgestellt:
- Inveresk-Zweigstelle des Queen Victoria Museum and Art Gallery (Launceston, Australien), 3. Juli – 3. Oktober 2010.[18]
- Technopolis (Athen, Griechenland), 16. Dezember 2010 – 16. März 2011
- Oregon Museum of Science and Industry (Portland (Oregon), USA), 2. Juli – 18. September 2011.
- Kinokino Centre for Art and Film (Sandnes, Norwegen), 25. Februar – 9. Juni 2012.
- VAM Design Center (Budapest, Ungarn), 19. Oktober 2012 – 8. Januar 2013.
- Ontario Science Centre (Toronto, Kanada), 9. März – 2. September 2013.
- Tekniska museet (Stockholm, Schweden), 25. Oktober 2013 – 28. September 2014.[19]

## Rezeption

### Kritiken
Die Ausstellung galt seit ihrer Ersteröffnung als die größte Ausstellung ihrer Art. Henry Lowood von der Stanford University, der sich mit der Erhaltung der Computerspiele und ihrer Kultur beschäftigte, sagte “Since the late 20th century, cultural history includes digital game culture. […] It is not only the case that the history of this medium will be lost if we do not preserve the history of digital games, but also that we will not be able to provide a complete cultural history of this period” (deutsch: „Seit dem 20. Jahrhundert schließt die Kulturgeschichte auch die digitale Spielekultur mit ein. […] Es ist nicht nur der Fall, dass die Geschichte dieses Mediums verloren gehen wird, wenn wir nicht die Geschichte der digitalen Spiele erhalten, sondern dass wir dann nicht in der Lage sein werden, eine vollständige Kulturgeschichte dieser Zeit zu geben“). Der Kulturwissenschaftler Raiford Guins, Associate Professor of Culture and Technology an der Stony Brook University, bezeichnete Game On im Vergleich mit anderen zeitgenössischen Ausstellungen als “perhaps the most ambitious in scale and curatorial aims” (deutsch: „vielleicht die ambitionierteste hinsichtlich Umfang und ihrer kuratorischen Ziele.“)
Die britische Tageszeitung The Guardian kommentierte die Ersteröffnung in London positiv:

“In the end, that is what makes the Barbican exhibition important: it brings together the raw materials needed by anyone who wants to develop an aesthetic for a new genre. But if you are a gamer who doesn't care two hoots about the cultural implications, it still looks like a terrific day out.”

„Letztendlich ist es das, was die Barbican-Ausstellung so wichtig macht: sie bringt die Rohmaterialien zusammen, die jeder benötigt, der eine neue Ästhetik für ein neues Genre entwickeln will. Aber selbst wenn Sie ein Gamer sind, der keinen Cent auf die kulturellen Implikationen legt, wirkt es wie ein grandioser Tagesausflug.“

Culture24 urteilte über die Ausstellung 2006 im Londoner Science Museum:

“Game On manages to highlight the ever deteriorating boundaries that exist between genres, as film, music, gaming and art all overlap to create a hybrid of unimaginable proportions and without limits.”

„Game On gelingt es, aufzuzeigen wie die Grenzen, die zwischen den Genres existieren, immer schmaler werdenden, nachdem Film, Musik, Spiele und Kunst sich überlappen, um einen Hybrid von unvorstellbarer Proportionen und ohne Grenzen zu erschaffen.“

Die australische Spielewebsite PALGN urteilte 2008:

“Game On presents an incredibly diverse range of items and information to those that wander its floorspace. The exhibition is a great gathering of the cultural items that have created the imaginative alternate worlds gamers have immersed themselves in over the age.”

„Game On präsentiert denjenigen, die ihren Ausstellungsraum durchstreifen, eine unglaubliche Bandbreite von Dingen und Informationen. Die Ausstellung ist eine großartige Sammlung von kulturellen Dingen, die die imaginären Alternativwelten geschaffen haben, in die Spieler über die Jahre abgetaucht sind.“

### Besucherzahlen
Bis 2008 besuchten mehr als eine Million Besucher die Ausstellung an den verschiedenen Ausstellungsorten. In Melbourne (2008) zog die Ausstellung mehr als 117.000 Besucher an, 99.500 während der Ausstellung in der Barbican Art Gallery in London (2002) und 127.000 in Chicago (2005/2006). In Edinburgh besuchten 55.000 Besucher die Ausstellung, in Tilburg 20.000 und 40.000 in Helsinki.

## Ausgestellte Spiele
- 1942
- Adventure
- Alien Attack/Scramble (Tomy-Tabletop)
- Amanda the Witch's Apprentice (Homebrew für Dreamcast)
- Amidar
- Animal Crossing
- Asteroids
- Bag Man
- Berzerk
- Blue Dragon
- Bob the Builder
- Breakout
- Bubble Bobble
- BurgerTime
- Burnout Paradise
- Bust-A-Move 4
- Cars
- Caveman
- Chillingham
- Code Breaker (Cheattool)
- Cookie Monster Munch
- Dance Dance Fusion
- Dark Reign
- Densha de Go!
- Destroy All Humans
- Dig Dug
- Discs of Tron
- Donkey Kong
- Donkey Kong Country 3: Dixie Kong’s Double Trouble!
- Donkey Kong Jr.
- Doom
- Dragon Ball Z: Budokai Tenkaichi 2
- Driver
- Elite
- Fighting Street
- Final Fantasy VII
- Forza Motorsport 2
- Freeway
- Frogger
- Galaga
- Galaxian
- Garou: Mark of the Wolves
- Go by Train 3
- GoldenEye 007
- Gradius V
- Grand Theft Auto III
- Guitar Hero
- Gunstar Super Heroes
- Half-Life 2
- Halo: Kampf um die Zukunft
- Halo 2
- Halo 3
- Heroes of the Pacific
- Hey You, Pikachu!
- The Hitchhiker's Guide to the Galaxy
- Indy 500
- Jak and Daxter
- Junkbot
- Katamari Damacy
- Lady Bug
- Le Mans 24 Hours
- The Legend of Zelda: Ocarina of Time
- Lego Star Wars
- Lemmings
- Loco Roco
- Madden NFL 06
- Magical Drop 3
- Mario & Sonic bei den Olympischen Spielen
- Mario Bros
- Mario Superstar Baseball
- Max Payne
- Metal Slug X
- Metroid Prime
- Missile Command
- Moon Cresta
- Moon Patrol
- MotorStorm
- Mr. Do
- Ms. Pac-Man
- MSX Collection
- New Super Mario Bros.
- Nintendogs
- Odin Sphere
- Outrun 2006: Coast to Coast
- Overtop
- Pac-Man
- Pengo
- Phoenix
- Pilotwings
- Pirates of the Burning Sea
- Pitfall!
- Pokémon Emerald
- Pokémon Stadium 2
- Pokémon XD: Gale of Darkness
- Pong
- Pony Friends
- Populous
- Powerslide
- Prince of Persia
- Prince of Persia: The Sands of Time
- Pro Evolution Soccer 2008
- Puyo Puyo Tsu
- Puzzle Quest: Challenge of the Warlords
- Qix
- Rayman 2: The Great Escape
- Rez
- Ridge Racer
- Rockstar Table Tennis
- R-Type
- Rugby 08
- Sailor Moon Super S: Kondowa Puzzle de Oshiokiyo
- Samurai Shodown II
- Saturn Bomberman
- The Secret of Monkey Island
- Sega Superstars Tennis
- Shark Attack
- SimCity
- Simon 2
- Sokoban
- Sonic Mega Collection
- Sonic Rivals
- Sonic X
- Space Invaders
- Space Invaders Part II
- Space Panic
- Space War
- Speak and Spell
- Star Soldier
- Star Wars
- Star Wars: Battlefront II
- Steel Battalion
- Street Fighter II Turbo
- Street Gangs
- Super Mario 64
- Super Mario All-Stars + Super Mario World
- Super Mario Kart
- Super Mario Galaxy 2
- Super Monkey Ball 2
- Super Smash Bros. Melee
- Tempest 2000
- Tennis
- Tetris
- The Hobbit
- Die Sims
- Tomb Raider
- Tony Hawk’s American Wasteland
- Transformers
- Ty the Tasmanian Tiger
- Uncharted 2: Among Thieves
- Viewpoint
- Virtua Fighter
- Virtua Fighter 2
- Virtua Tennis 2
- V/SpaceLab Bricklane Walkthrough
- Warlords
- Warning Forever
- Way of the Exploding Fist
- Wii Sports
- Wii Sports Resort
- Windjammers
- Xevious
- Yaroze-Spiele